# 어 디프런트 맨
《어 디프런트 맨》(영어: A Different Man)은 2024년 개봉한 미국의 심리 스릴러 영화이다. 에런 스킴버그가 감독과 각본을 맡았다. 2024년 선댄스 영화제에서 전 세계 최초로 공개되었다. 제74회(2024년) 베를린 국제 영화제 황금곰상 경쟁후보작이다.

## 줄거리
에드워드 레뮤엘은 심한 안면 기형을 가진 사회적으로 어색한 배우 지망생이다. 그는 새로 이사 온 이웃이자 극작가 지망생인 잉리 볼드와 친해지지만, 그녀에게 느끼는 로맨틱한 감정을 표현하는 데 어려움을 느낀다. 그러던 중, 그는 비밀리에 자신의 기형을 치료하는 실험적인 의료 시술을 받는다. 성공적으로 치료된 후, 그는 "가이 모라츠"라는 새로운 인물을 만들어 자신이 죽었다고 속이고 의사에게 보고하는 대신 새로운 삶을 시작한다.
시간이 흘러, "가이"는 부유하고 성공한 부동산 중개인이 된다. 어느 날, 그는 잉리가 자신의 삶을 바탕으로 쓴 연극 '에드워드'를 제작한다는 사실을 알게 된다. 과거 의사에게 받은 자신의 얼굴 모형 가면을 이용하여 오디션을 보고 주연을 맡게 된다. 잉리는 그의 정체를 모른 채 그와 성적인 관계를 맺는다.
리허설 중, 신경섬유종을 앓고 있는 오즈월드라는 남자가 연극에 관심을 갖고 찾아온다. 자신감 넘치는 오즈월드는 순식간에 스태프들과 친해지지만, 에드워드는 그의 외향적인 모습에 불안감을 느낀다. 어느 날 밤, 잉리는 에드워드에게 섹스 중 가면을 써달라고 요청하고, 그는 망설이다가 그녀가 "미쳤다"며 웃어넘길 때까지 따른다.
잉리와 오즈월드가 가까워지고, 에드워드가 대사를 외우지 못하자, 잉리는 오즈월드를 주연으로 캐스팅하고 오즈월드의 피드백을 바탕으로 대본을 수정한다. 연극은 성공을 거두고 오즈월드의 연기는 호평을 받는다. 에드워드는 정신적으로 불안해지기 시작하고, 오즈월드를 스토킹하고 가면을 쓴 채 오즈월드처럼 행동하다 부동산 회사에서도 해고된다. 결국, 그는 연극 무대에 난입해 오즈월드를 공격하고, 싸움 도중 무대 세트가 무너져 팔다리가 부러진다. 부상에서 회복하는 동안, 그는 잉리 옆집의 이전 아파트로 돌아가고, 잉리는 오즈월드와 함께 살며 '에드워드'를 영화화할 계획을 세운다. 어느 날, 에드워드의 물리 치료사가 오즈월드에 대한 혐오감을 드러내자 에드워드는 그를 찔러 살해하고 감옥에 수감된다.
몇 년 후, 늙은 에드워드는 다시 오즈월드를 만난다. 그는 오즈월드와 잉리 부부와 저녁 식사를 하는데, 그들은 캐나다의 공동체로 은퇴할 계획을 세우고 있었다. 그들은 영화 '에드워드' 제작이 무산되었으며, 연극을 경멸한다는 것을 밝힌다. 웨이터가 주문을 받으러 오자, 눈에 띄게 불안해하는 에드워드는 메뉴를 선택하는 데 어려움을 겪는다. 오즈월드는 에드워드가 변하지 않았다고 농담한다.

## 출연진
- 세바스찬 스탠 - 에드워드
- 레나테 레인스베 - 잉리
- 애덤 피어슨 - 오즈월드